# Can Palet (Terrassa)
Can Palet és un barri de Terrassa del districte 3 o del Sud, situat al marge esquerre del torrent de Vallparadís. Té una superfície de 0,51 km² i una població de 13.073 habitants el 2021.
Està limitat al nord per la carretera de Montcada, al sud per l'avinguda de Santa Eulàlia, a l'est per l'avinguda de les Glòries Catalanes i a l'oest pel parc de Vallparadís.
Més enllà de l'avinguda de les Glòries Catalanes, i fins al carrer del Xúquer, s'estén el polígon industrial de Santa Eulàlia, conegut anteriorment com a polígon industrial de Can Palet.
Té parròquia pròpia, a l'església de Sant Josep, que sobrepassa els límits del barri i inclou els barris adjacents del Cementiri Vell, Guadalhorce, Can Palet II i Xúquer. La festa major és el 19 de març.
Acull la biblioteca Pere Roca, al carrer de Menéndez y Pelayo, inaugurada l'any 1971.

## Història
El nom del barri prové de la masia de Can Palet de la Quadra, originària del segle xiii, que està situada més a l'est, fora dels límits del barri, dins el polígon industrial de Can Palet. L'apel·latiu de la Quadra fa referència a la quadra de Vallparadís, que era on s'aixecava la masia i els seus terrenys, origen del barri.
Les primeres cases s'hi van construir al començament del segle xx al carrer del Gall (avui carrer del Germà Joaquim), que sortint de la carretera de Montcada resseguia el marge esquerre del torrent de Vallparadís. La trama actual del barri es va anar configurant arran de la creació de la parròquia de Sant Josep el 1932. S'hi van edificar les típiques cases angleses de planta baixa i pis.